# PB4Y-2私掠者巡邏機
PB4Y-2私掠者巡邏機（英語：Privateer）是一款由團結飛機公司以B-24轟炸機為基礎研發的反潛機。原先美國海軍使用的反潛機是由B-24經過略微改造的PB4Y-1 解放者（Liberator）。由於反潛機概念的成功，海軍打算專門設計一款反潛機，於是團結飛機公司以B-24為基礎，研製出PB4Y-2私掠者反潛轟炸機。私掠者巡邏機於1951年重新命名為P4Y-2。1962年9月再度改名為QP-4B，此時該機型已經全部改裝為無人機，並作為靶機使用。

## 發展

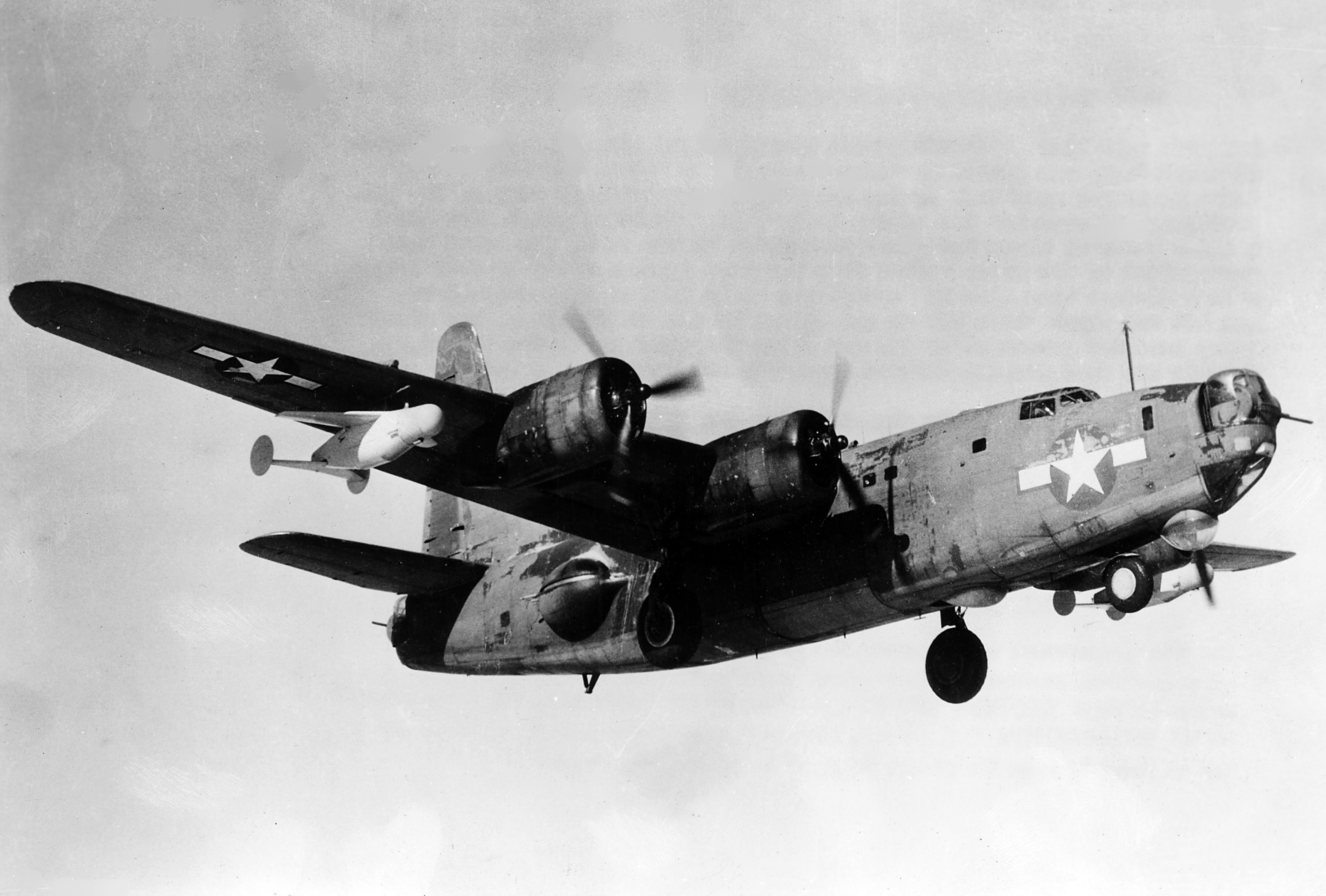
搭載ASM-N-2蝙蝠滑翔炸彈的PB4Y-2B

私掠者巡邏機的外觀與B-24相似，但加長的機身使得能容納一個飛航工程師室，該組員的主要任務是替換因為長時間在水上巡邏時疲勞的飛行員。同時私掠者改成高單尾翼配置面，而非B-24的雙尾翼配置。海軍之所以採用在空軍中被遺棄的B-24N的單垂直尾翼設計，是因為它可以提高海上巡邏時低至中高度的穩定性。同時期採用單尾翼設計的除PB4Y-2，還有B-32統治者轟炸機。
同時，PB4Y-2上的防禦武器增加至12挺.50in(12.7mm)白朗寧M2重機槍，分佈在6個動力操作砲塔（2座位於機背、2座位於機腹兩側、剩下分別位於機頭和機尾）。由於海上巡邏任務通常不會在高空飛行，因此私掠者的引擎上沒有安裝渦輪增壓器，減少重量的同時也提高了性能。
導航員的觀測窗從機頭上方移至第一個機背砲塔後方。電子對抗、通訊和雷達天線也放置在私掠者機身不同位置的整流罩中，包括前輪艙後面的手動可伸縮AN/APS-2天線罩。
海軍最終接收了739架私掠者，其中大部分是在戰爭結束後才交付的。 直到1945年8月，數個PB4Y-2中隊才服役於太平洋戰區，執行偵察、搜索和救援、電子對抗、通信中繼和反艦任務（後者配備ASM-N-2蝙蝠滑翔炸彈）。

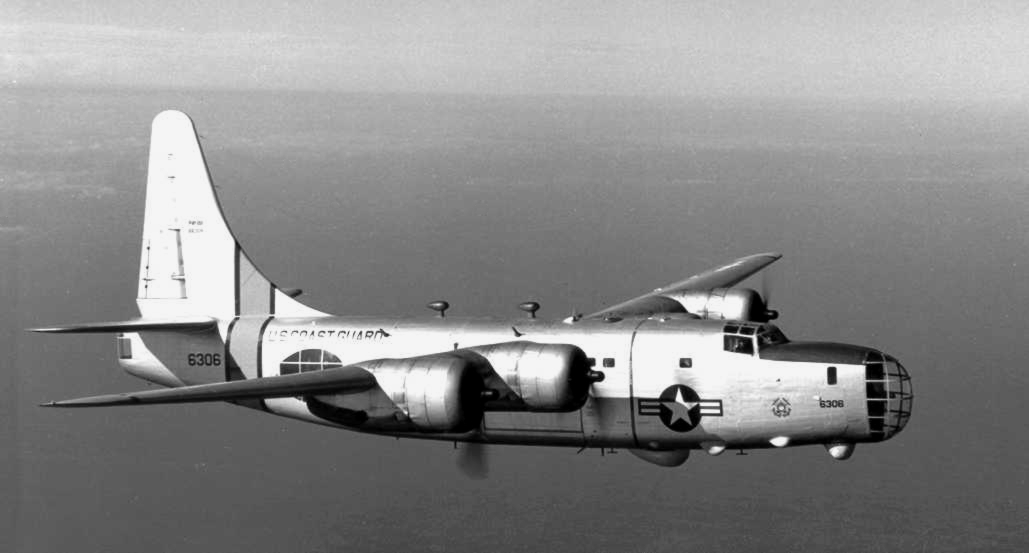
美國海岸巡防隊的P4Y-2G BuNo 66306

私掠者於1944年底進入美國海軍服役，並首先部署於第118和第119巡邏轟炸機中隊。私掠者於1945年1月6日開始隨第118巡邏轟炸機中隊第一次海外部署於馬裡亞納群島。1945年3月2日，第119巡邏轟炸機中隊從菲律賓呂宋島克拉克空軍基地出發執行「進攻性搜尋」(offensive search)任務，從東京灣南部延伸至中國海岸以及沖繩以外的海域和海岸線進行分區搜索。
從1945年到1950年代中期，私掠者改裝成為颶風獵人。一架第119巡邏轟炸機中隊編號為BuNo 59415的P4Y-2S在調查菲律賓巴丹島附近的1級颱風時遇到機械故障而墜毀。該機是颶風獵人僅有墜毀的六架飛機中的其中一架。另外一架作為颶風獵人，編號為BuNo 59716的P4Y-2S，於1953年12月16日在偵察超級颱風多麗絲期間失蹤。
在韓戰期間，PB4Y-2則成為「螢火蟲」夜間照明任務的執行者，負責投擲照明彈來找尋北韓和中國的海上滲透者。此外，美國海軍也使用私掠者在蘇聯和中國海岸進行訊號情報飛行。1950年4月8日，蘇聯的La-11戰鬥機在拉脫維亞利耶帕亞海岸附近擊落了一架美國海軍第26巡邏中隊A特遣隊的PB4Y-2（BuNo 59645）
所有美國海軍的PB4Y-2均於1954年退役，但無武裝版本的PB4Y-2G則在美國海岸警衛隊服役直至1958年才退役，並進行拍賣。1951年，海軍放棄了巡邏轟炸機(Patrol Bomber)的稱號，剩餘的PB4Y-2被重新命名為P4Y-2。（XP4Y-1是完全不同的飛機。）PB4Y-2在1950年代改裝成無人機，命名為PB4Y-2K(1951年後則改名成P4Y-2K)並持於服役到1960年代。隨後，根據1962年美國三軍航空器命名系統，該機被重新命名為QP-4B，位於P-3獵戶座海上巡邏機和P-5馬林魚巡邏機中間。

### 法國
法國海軍航空兵則透過共同防禦援助法案獲得了私掠者，並在印度支那戰爭期間進行轟炸任務，後來則部署到比塞大、突尼西亞和阿爾及爾。

### 航空滅火

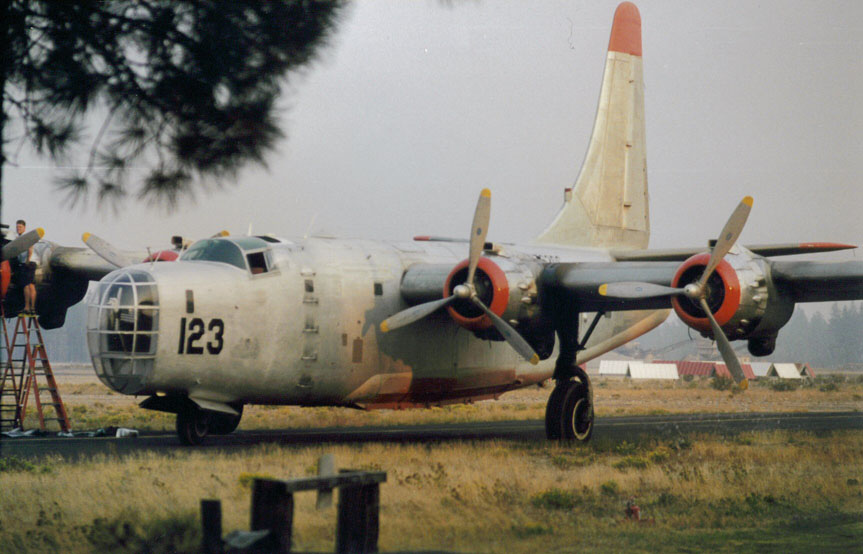
霍金斯與鮑爾斯公司的P4Y-2加油機，機號123 BuNo 66260 (N7620C)，於1990年代末作為加州消防局的滅火機署於切斯特空軍攻擊基地。該機於2002年7月18日墜毀。

部分PB4Y和P4Y在退役後改裝成民用滅火機。然而在2002年7月18日，一架改裝後的P4Y BuNo 66260因為壓力問題於洛磯山國家公園空中滅火時解體，導致2名飛行員喪生。而後美國聯邦航空總署暫停該機型的運行權。在調查過後，由於主因是長年缺乏妥善管理，因而航空總署強制將所有同款機退役。（詳情見2002年美國滅火飛機空難。）

### 中華民國空軍
美國曾在國共內戰時提供一些PB4Y給中華民國空軍。1954年9月12日，一架PB4Y在廈門附近被地面火力擊落，九名機組成員全部殉職。1961年2月15日，另一架PB4Y在運輸在物資給緬北軍隊時，於泰緬邊境附近被緬甸的霍克海怒戰鬥機擊落，造成5名機組人員死亡，另外兩名組員被俘。

## 型號

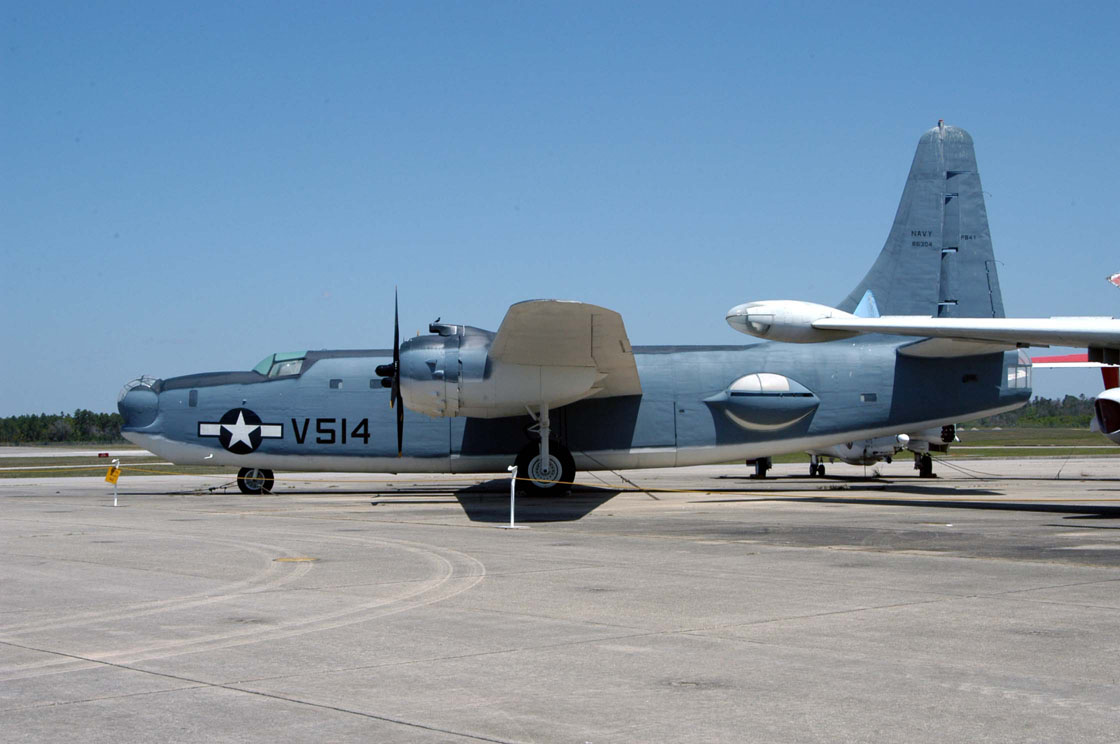
佛羅里達州彭薩科拉海軍航空基地國家海軍航空博物館收藏的PB4Y-2 BuNo 66261(機身標示為BuNo 66304）。

YPB4Y-2原型機，共3架
PB4Y-2量產版本，共736架
PB4Y-2B改裝成發射成ASM-N-2蝙蝠空對地飛彈的版本，1951年重新命名為P4Y-2B
PB4Y-2M改裝成氣象偵察版本的PB4Y-2，1951年重新命名為P4Y-2S
PB4Y-2S配備配備反潛雷達的PB4Y-2，1951年重新命名為P4Y-2S
PB4Y-2G服役於為美國海岸防衛隊，執行海空救援和氣象偵察任務的PB4Y-2，1951年重新命名為P4Y-2G
PB4Y-2K改裝成無人機的PB4Y-2，1951 年重新命名為P4Y-2K，1962年重新命名為QP-4B

## 參考

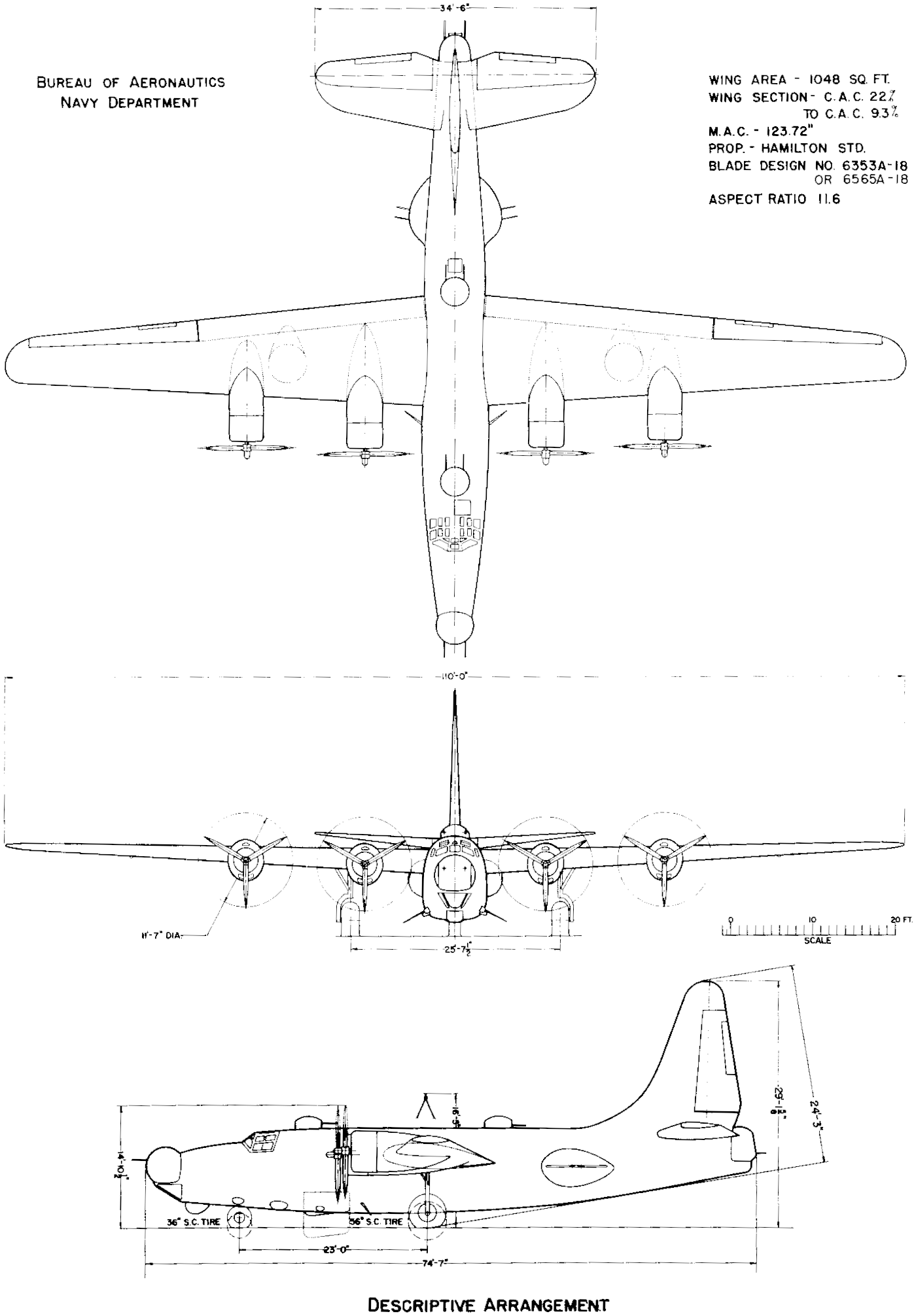
3-view line drawing of the Consolidated PB4Y-2 Privateer

## 用戶

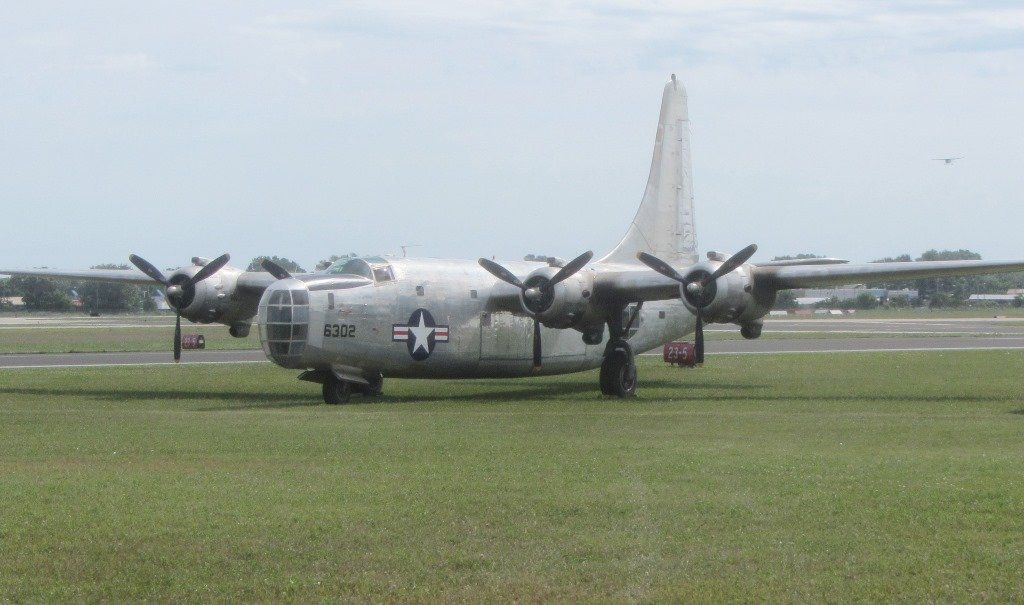
P4Y-2G超級私掠者BuNo 66302.

參見：使用者名單
 加拿大
 中華民國
 法國
 
 美国

### 書目
- Bridgeman, Leonard. "The Consolidated Vultee Privateer." Jane's Fighting Aircraft of World War II. London: Studio, 1946.'ISBN 1-85170-493-0.

## 外部連結
- Manual: (1945) Flight Manual PB4Y-2 Airplane 的存檔，存档日期2018-04-24.
- Consolidated PB4Y-2 'Privateer' – Aviation Enthusiast Corner
- Warbird Alley （页面存档备份，存于）
- Globalsecurity.org （页面存档备份，存于）
- Aeroweb's PB4Y Location List
- Aeroweb's PB4Y at Lone Star Flight Museum – Lone Star Flight Museum